# Ontmoetingen (Kenya)
Ontmoetingen is het tweede deel uit de vijfdelige stripreeks Kenya bedacht door Léo en Rodolphe en getekend door Léo. Het album werd uitgebracht in 2003 bij uitgeverij Dargaud.

## Verhaal
Cathy Austin, een jonge, Engelse lerares, probeert samen met haar collega's Fuchs en Merlin om een verklaring te vinden voor het raadselachtige verdwijnen van de schrijver Remington in het gebied bij de Kilimanjaro. In hun gezelschap bevindt zich Tom, een jonge Afrikaan, die de enige overlevende van de Remington-expeditie lijkt te zijn.